# Навозоразбрасыватель

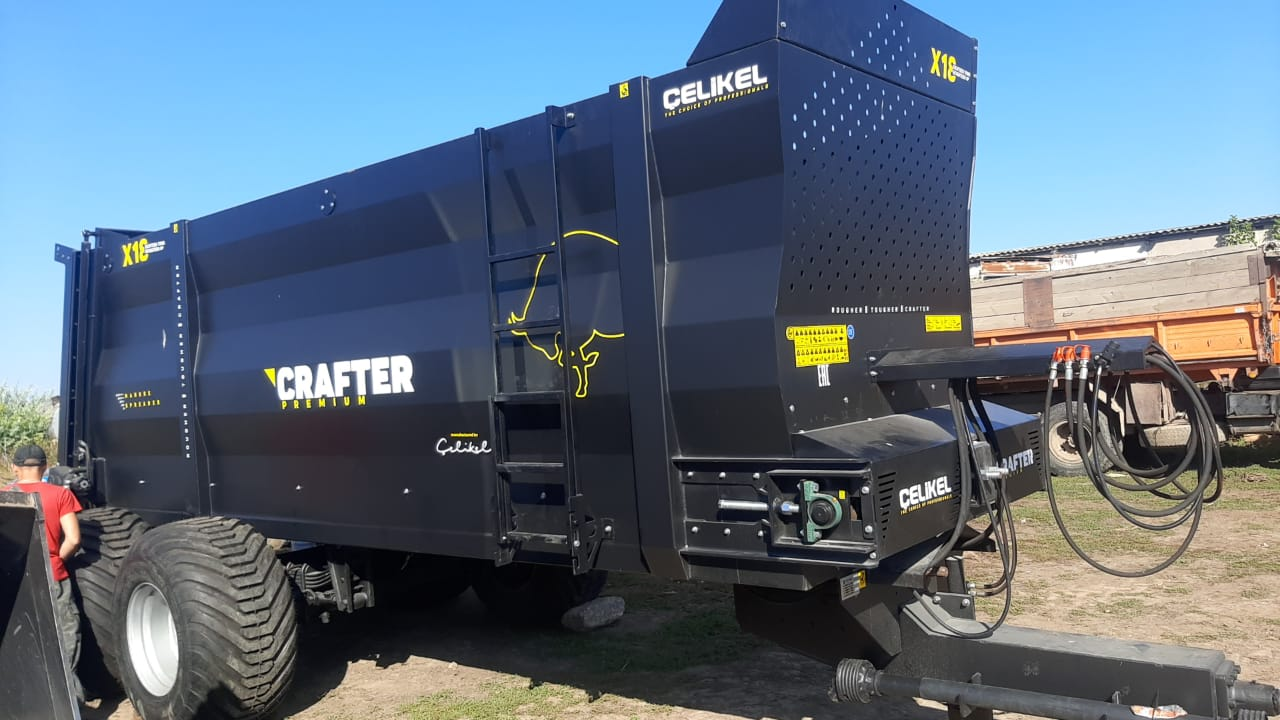
Прицепной навозоразбрасыватель (18 тонн, 20 м³)

Навозоразбрасыватель — сельскохозяйственная машина для распределения органических удобрений на полях и в садах, обеспечивающая перемолку и равномерное разбрызгивание навоза; разновидность разбрасывателя. Конструктивно чаще всего является одно- или двухосным тракторным прицепом, оборудованным в задней части ротационным механизмом для измельчения и рассеяния навоза, управляемым из кабины водителя. Помимо прицепных машин, в последние десятилетия в странах Западной Европы и Северной Америки всё более широкое распространение получают также самоходные навозоразбрасыватели на базе специальных тяжёлых трёхколёсных самоходных тракторных шасси высокой проходимости; аналогичные машины разрабатывались в 1980-х годах и в СССР, но в серию не пошли по экономическим причинам.

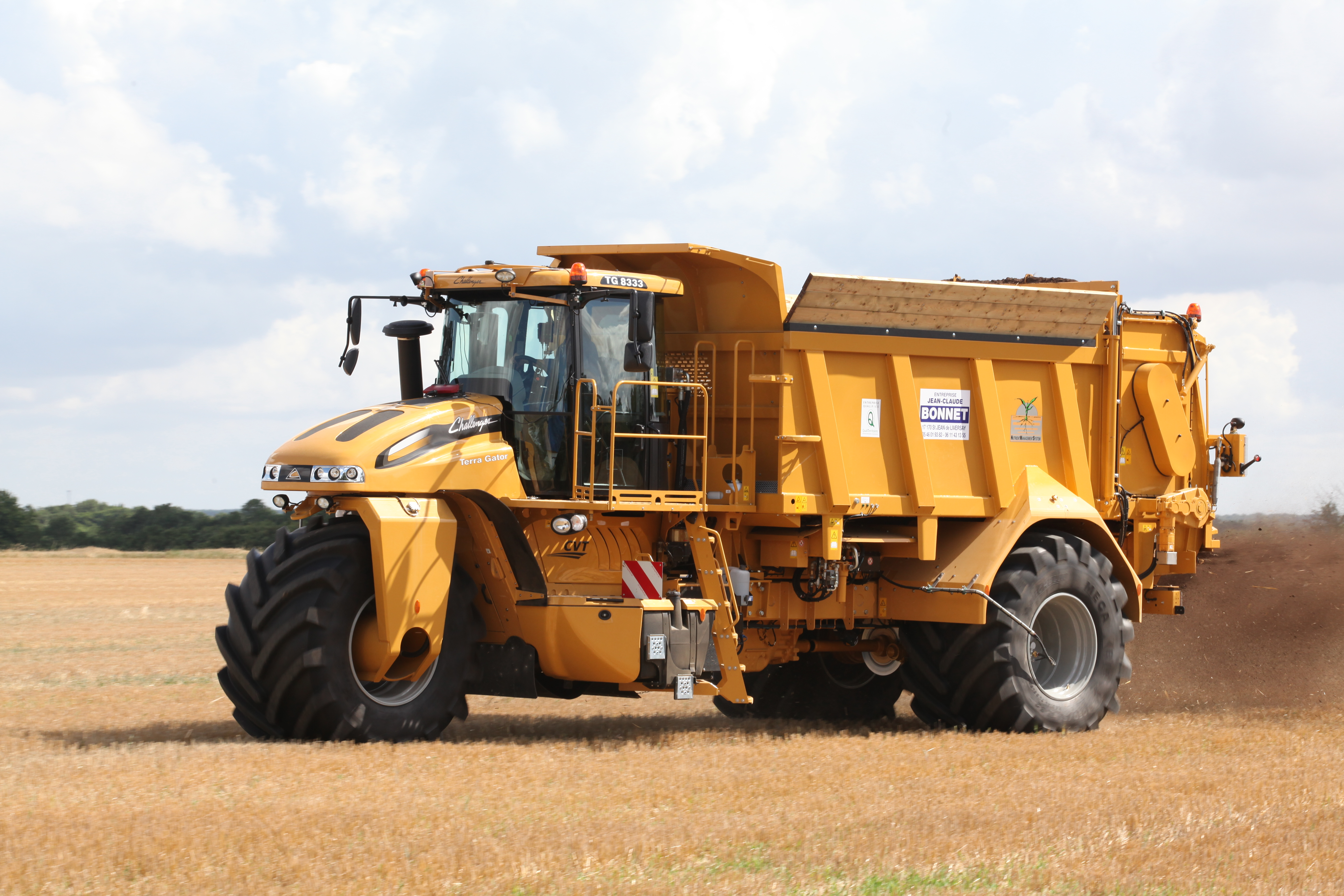
Самоходный навозоразбрасыватель Challenger TerraGator TG 8333 NMS производства компании AGCO, США

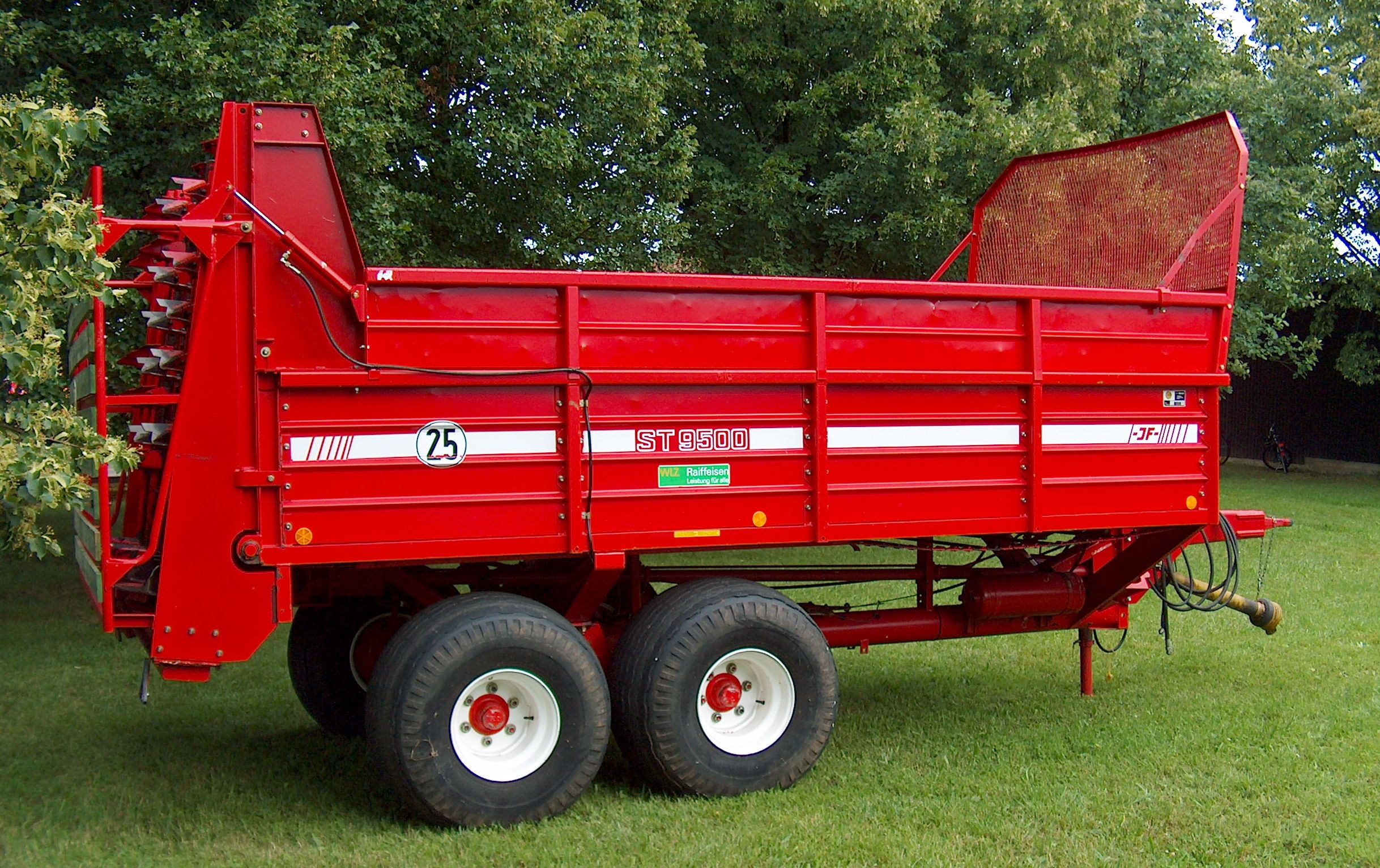
Прицепной навозоразбрасыватель

Среди навозоразбрасывателей отдельно выделяют так называемые жижеразбрасыватели, имеющие аналогичное назначение, но принципиально другие конструкцию разбрасывающего механизма и технологический процесс и предназначенные для распределения жидких органических удобрений, в первую очередь — навозной жижи (жидкой части навоза крупного рогатого скота).
Первый серийно выпускаемый автоматизированный навозоразбрызгиватель относят к 1875 году, когда канадский инженер Джозеф Кемп из Ватерлоо создал специализированный конный прицеп, для выпуска которого было построено несколько заводов в США, которые были в 1906 году проданы корпорации International Harvester.